# Wasserburg Reinholdshain
Die Wasserburg Reinholdshain war eine mittelalterliche Wasserburg in Reinholdshain, einem Ortsteil der Stadt Dippoldiswalde im Landkreis Sächsische Schweiz-Osterzgebirge in Sachsen. Die wenigen Überreste der Anlage stehen als Bodendenkmal unter Schutz.

## Lage
Die Überreste der Burganlage befinden sich im mittleren Ortsteil von Reinholdshain, südlich des Straßenabzweigs nach Dippoldiswalde. 

## Geschichte
Archäologisch wird die kleine Wasserburg auf 1200–1250 datiert. Sie bestand ursprünglich aus einem Turmhügel mit umlaufendem Graben und einer kleineren Vorburg. Der ca. 2 Meter breite Wassergraben wurde dabei von einem kleinen Bach gespeist. Die Gesamtanlage hatte einen Durchmesser von ca. 25 Metern und war zusätzlich von einem Erdwall umgeben.

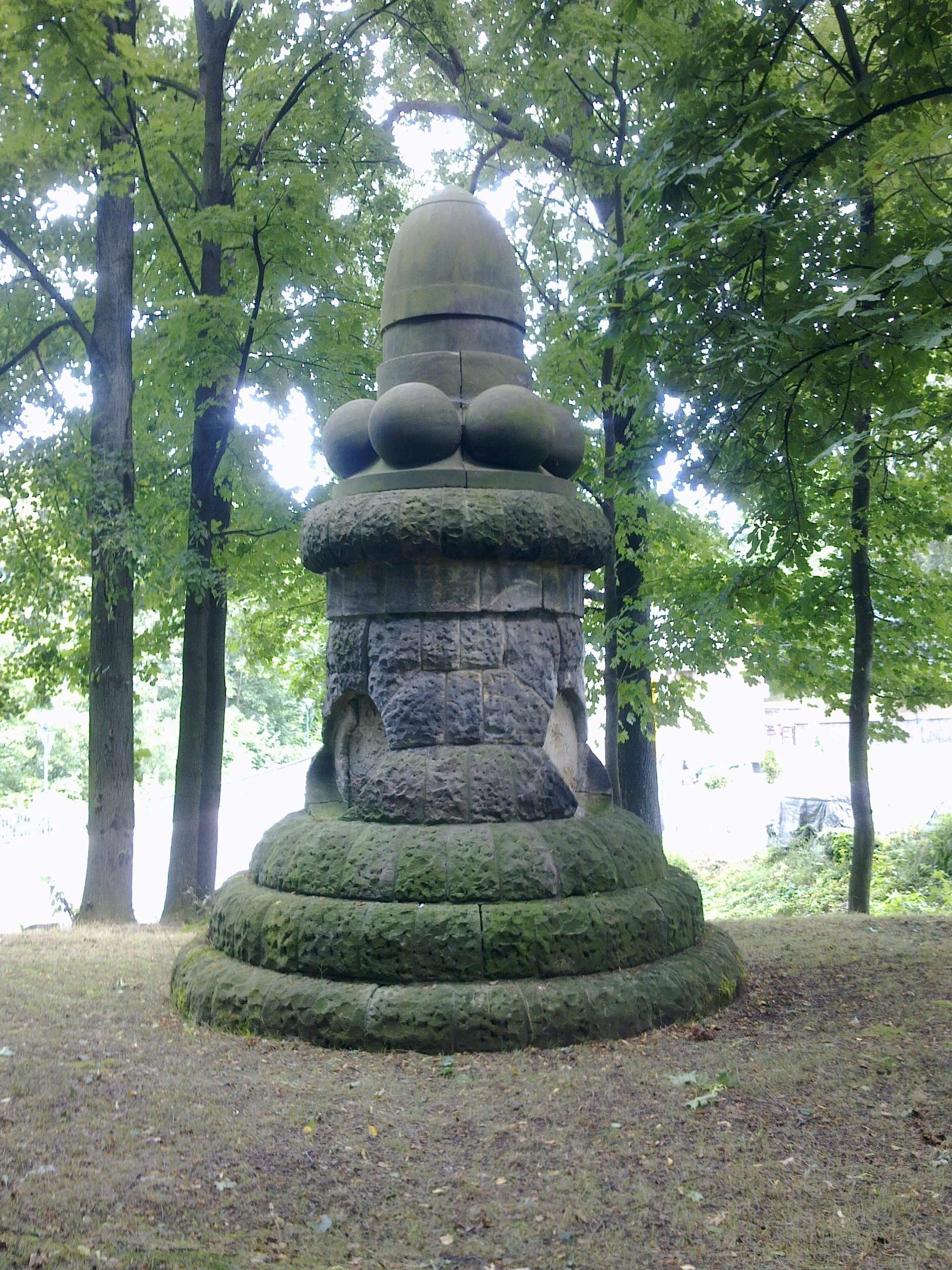
Kriegerdenkmal von 1904 auf dem Gelände der früheren Wasserburg

Die Befestigung selbst bestand nur aus Holz, so dass keine Mauerreste erhalten geblieben sind. Auch der Wassergraben ist heute verschüttet und wird als Parkplatz genutzt. Auf dem Hügel befindet sich ein 1904 errichtetes Kriegerdenkmal für die im Deutsch-Französischen Krieg 1870/71 gefallenen Soldaten des Ortes. Seit dem 25. September 1961 steht die Anlage unter Denkmalschutz.
Der Ort Reinholdshain wurde 1445 erstmals als Reinholczhain urkundlich erwähnt. Gründer war der in Reinhardtsgrimma ansässige Reinold de Grimme.